# August Frajtić
August Frajtić (Bileća, 29. srpnja 1902. — Buenos Aires, 19. veljače 1977.), bio je hrvatski promicatelj fotografskog amaterizma i umjetnički fotograf, međunarodni fotoamaterski dužnosnik.

## Životopis
Rođen je u Bileći. U Zagrebu i Karlovcu polazio je srednju školu, te je maturirao 1919. godine. Zaposlio se kao činovnik u Katoličkoj banci u Zagrebu. Od 1932. intenzivno se bavio umjetničkom fotografijom. Izlagao je djela u zemlji i inozemstvu. Pisao je za fotografske stručne časopise Foto reviju, ljubljanskom Fotoamateru i berlinskom Fotografische Rundschau. Pisao je o stanju fotografske umjetnosti u Hrvata i razvitku hrvatskoga amaterskog pokreta. Osim što je fotografirao, bio je i dužnosnik fotografskih klubova i radio na obrazovanju i širenju fotografske umjetnosti u Hrvatskoj. Obnašao je dužnost tajnika i u ratu predsjednika Fotokluba »Zagreb«. Inicirao i organizirao stalne tečajeve, godišnje međunarodne izložbe. Izabran je za potpredsjednika novoosnovane Međunarodne fotoamaterske unije 1938. godine. Zaslužan je za okupljanje klubova u Hrvatski foto-amaterski savez 1939. godine te osnivanje i uređivanje časopisa Savremena fotografija. Pred rat je slao reprezentativne klupske zbirke u europske zemlje, SAD i Argentinu.
Ni u ratu nije stao s organizacijom umjetničko-fotografskog života. Priređivao je izložbe u domovini i inozemstvu. Radio je na afirmiranju hrvatske fotografije u inozemstvu. Priredio je IX. međunarodnu izložbu umjetničke fotografije 1942. godine, koja je tad bila jedina u Europi. Bio je suradnik Spremnosti, Neue Ordnunga i u zborniku Naša domovina. U drugom svjetskom ratu je radio u Ministarstvu vanjskih poslova NDH. 
Godine 1945. otišao je u Italiju pa u Argentinu u Buenos Aires koji je bio njegova konačna adresa. Objavio je fotomonografiju o Buenos Airesu. U Buenos Airesu se čuva njegova ostavština u Hrvatskom domu.